# Tieghemella
Tieghemella  (лат.) — небольшой род растений семейства Сапотовые (Sapotaceae).

## Виды
По данным сайта GRIN род насчитывает два вида:
- Tieghemella africana Pierre
- Tieghemella heckelii (A.Chev.) Roberty — Макоре